# Me too
Pour Le mouvement social féministe, voir Mouvement MeToo.
Cet article possède des paronymes, voir Yo, también et Me Too, Flower!.
 (février 2018).
Si vous disposez d'ouvrages ou d'articles de référence ou si vous connaissez des sites web de qualité traitant du thème abordé ici, merci de compléter l'article en donnant les références utiles à sa vérifiabilité et en les liant à la section « Notes et références ».
Un « me too » (expression tirée de l'anglais et signifiant « moi aussi ») est un anglicisme employé dans le domaine du marketing. (On trouve également l'expression « me-too product »).
Ce terme qualifie un produit ou service introduit sur le marché par une entreprise qui imite sciemment les principales caractéristiques d'un produit ou d'un service lancé avec succès par un concurrent.

## Enjeu du «me too»
Pour une entreprise, ce type d'action peut découler d'un comportement systématique et stable (posture stratégique) ou au contraire être une réaction opportuniste ou défensive (posture tactique).

### Posture stratégique
Certaines entreprises — dont notamment beaucoup de grandes multinationales — adoptent une attitude prudente vis-à-vis de l'innovation.
 
Elles pratiquent une veille technique commerciale très active pour détecter et évaluer la réaction des consommateurs et distributeurs en cas de lancement d'une nouveauté sur le marché. 

Si l'innovation confirme les promesses attendues, ces entreprises se lancent alors dans la bataille en s'inspirant des meilleures caractéristiques et pratiques ayant fait le succès du produit lancé. 
Le pari fait est que le retard pris pourra être comblé de différentes manières : 
- soit en achetant l'entreprise innovante pour bénéficier sans transition de la percée réalisée et des retombées bénéfiques en termes de part de marché, de marge et d'image de marque ;
- soit en s'inspirant de l'offre produit proposée par l'entreprise innovante :

ou bien en la réinterprétant, dans l'idée d'adopter une stratégie commerciale offensive, permise par l'obtention d'un prix de revient inférieur,
ou bien en mobilisant la force productive et commerciale interne (les budgets de R&D, les délais et coûts de mise sur le marché se trouvent minimisés car ne supportant pas les inévitables tâtonnements liés à la mise sur le marché d'une innovation, surtout s'il s'agit d'une innovation de rupture),
ou bien en sourçant un fournisseur OEM pour établir un partenariat avec lui, et revendre les produits achetés sous sa marque propre. (Ex: des constructeurs automobiles comme Renault et PSA qui commercialisent des 4X4 fabriqués en Asie).

### Posture tactique
L'entreprise n'a pas su ou pas pu être la première introductrice de l'innovation (pour de multiples raisons : techniques, productives ou commerciales...). 

Dans cette perspective se situent toutes les organisations qui se trouvent de fait contraintes (hormis la décision de ne rien faire) d'opérer une riposte qu'elles peuvent calibrer de deux manières :

#### Riposte à caractère opportuniste
L'entreprise entend réagir avec vigueur pour retrouver une position enviable dans le cadre de l'opportunité qui se manifeste. Il s'agit tout à la fois :
- de s'inscrire soi-même sur un nouveau marché en cours d'ouverture ;
- de promouvoir autant que possible une image d'acteur contributif et innovant ;
- d'y réaliser des profits, mais aussi pour conserver une gamme de produits complète ;
- d'amputer les bénéfices réalisés par le concurrent à la suite de son initiative.

#### Riposte à caractère défensif
L'entreprise -faute de savoir-faire ou de moyens- peut prétendre sauter dans « le train en marche » mais à titre de passager seulement. Elle doit se rabattre sur des produits de type « Me too » pour préserver autant que possible sa position, voire dans les cas extrêmes tenter de limiter la casse. À court ou moyen terme, des volumes potentiels moindres ou le coût de revient moins compétitif peuvent transformer la fixation du prix de vente en dilemme : L'entreprise doit ou bien proposer un produit “équivalent” en qualité  à prix élevé ; ou bien -le plus souvent- proposer un prix compétitif qui conduit à l'offre d'un produit de qualité moindre voire “dégradée ”.

## Les risques des «me too»
Plusieurs types de risque peuvent être pointés :
- proposer un produit ou service trop proche du produit ou service de ce concurrent, soit une contrefaçon susceptible d'être punie par le droit de la concurrence ;
- certains clients (notamment le type N dans la typologie SONCAS) » : à leurs yeux, le concurrent imité mérite de bénéficier de la notion de «prime marketing» ;
- d'autres peuvent considérer l'offre « Me too » comme le résultat d'une stratégie dite “du coucou” profiteur et peu «fair play ;
- le risque d'arriver trop tard sur le marché et de ne pouvoir figurer dans les deux ou trois premières places, de ne pouvoir bénéficier ni d'un positionnement de « différenciateur » crédible (au sens de Michael Porter) , ni de figurer de manière efficace dans la « short-list » des fournisseurs remarqués par les acheteurs.

### Cas des médicaments
Dans des cas assez nombreux, existent des médicaments proches (des composés organiques de la même série chimique), avec la même indication thérapeutique.
Il s'agit, souvent, de médicaments dits « me-too » (moi aussi) : copies de molécules originales, les premières parues dans chaque indication. Toutefois, le domaine pharmaceutique (parmi d'autres) est l'objet de nombreux brevets de protection des inventions.
Deux possibilités existent, dans l'apparition de médicaments proches ou de me-too : d'une part, il est fréquent que quelques labos travaillent sur les mêmes pistes, et aboutissent dans un délai étroit. D'autre part, pour échapper au brevet une firme peut entreprendre d'améliorer les effets de la molécule originale, concernant les effets secondaires par exemple.
Le soutien officiel aux médicaments génériques a amené l'industrie pharmaceutique à se tourner vers les  médicaments produits par biotechnologie (biothérapies),  dont la version après expiration du brevet est nommée médicament biosimilaire.

## La décision finale appartient au consommateur
Les exemples récents montrent que les politiques de produit « me too » peuvent conduire à la réussite comme à l'échec :
- le Microsoft Zune contre l'Apple iPod ;
- le Nook de Barnes & Noble contre  le Kindle d'Amazon.